# 紅螯螳臂蟹
紅螯螳臂蟹（學名：Chiromantes haematocheir），舊稱红螯相手蟹（Sesarma haematocheir），原屬方蟹科相手蟹属，相手蟹科從方蟹科獨立出來後，重新分類為相手蟹科相手蟹亞科螳臂蟹屬。

## 分佈
本物種為东亚特有種，分佈於朝鲜、日本、新加坡、台湾、香港以及中国大陆的广东、福建、浙江、江苏、胶州湾等地，生活环境为海水，一般穴居于近海淡水河流的泥岸上或在近岸的沼泽中，洞穴深。有时能爬上树干。

## 型態描述
紅螯螳臂蟹相較於同屬的其他物種的分別比較大，有着方形的頭胸甲，表面平滑，沿邊有不規則的條紋。雄蟹體型較大且平滑的螯，彎爪。蟹的顏色隨不同成長階段而變化：其亚成体一般是白或黃色，而成長後顏色會變為緋紅色。

### 山蟹
在日本，本物種又名「山蟹」，而這個特別的變種見於长野县海拔超過海平面600（2,000英尺）的山區，距離海岸岸甚遠（超過80（50英里））。這表明了本物種應該被視為一種淡水蟹，而且很可能棲息於森林內的河川。

## 參看
- 地蟹

## 外部連結
- 維基物種上的相關：紅螯螳臂蟹
- 維基物種上的相關：紅螯螳臂蟹